# Willow
『Willow』は、アメリカ合衆国で発売されたコミック。テレビドラマ『バフィー 〜恋する十字架〜』のスピンオフ作品で第1章は『Godnesses & Monsters』。
2009年12月23日に発売され、物語はテレビシリーズの最終回「選ばれし者」とコミック『The Long Way Home』の中間に位置する。

## 作者
- 原案：ジョス・ウィードン
- 線画：カール・モーライン

## 特徴
- ウィローとサーペント・レディ[1]の出会い、このサーペント・レディの本名が明かされる。
- 『The Long Way Home』で登場した怪物、神々の素性が明らかになる。

## あらすじ
物語は「選ばれし者」の数年後。ウィローはケネディとともに新人スレイヤーの育成にあたっていた。ある日、ウィローはケネディから魔法学校へ通うことを勧められる。魔法学校に入学したウィローは、車いすの教官から女神アルウィンを紹介される。

## 登場人物
ウィロー・ローゼンバーグ
魔女。本書の主人公。
ケネディ
バンパイア・スレイヤー。
タラ・マックレー
ウィローの恋人だった女子大生。故人。
サーペント・レディ
蛇の胴体を持つ女神。本名はアルウィン。